# Cleo Madison
Cleo Madison (26 de março de 1883 – 11 de março de 1964) foi uma atriz de teatro e de cinema estadunidense  da era muda, que atuou em mais de 100 filmes entre 1912 e 1924. Madison também se notabilizou por ter sido uma das pioneiras femininas na direção, tendo dirigido 17 filmes, muitos deles para a Universal Pictures. É considerada a primeira atriz a dirigir filmes na Universal.

## Biografia

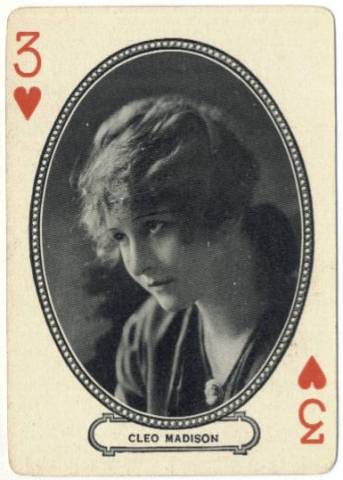
Card de Cleo Madison.

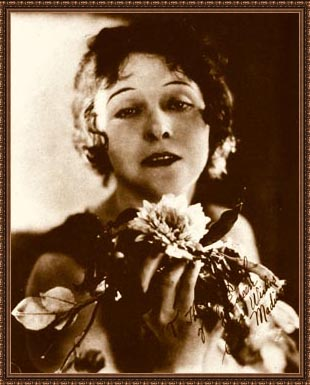
Cleo Madiosn no The Blue Book of the Screen.

Madison nasceu em Bloomington, Illinois e frequentou em Normal a Illinois State University. Quando terminou os estudos, sua família se mudou para a Califórnia e Madison iniciou sua carreira no teatro e em vaudeville, em Santa Bárbara, Califórnia. Em março de 1912 estreou num papel principal na companhia de Ernest Shipman, em Phoenix, Arizona, na peça When We Were Twenty-One.
No cinema, sua estréia foi em 1912, no filme A Business Buccaneer, pela Kalem Company, ao lado de Stuart Holmes e Alice Joyce. Durante algum tempo, Madison estrelou vários curta-metragens Westerns com Dave Hartford e Walter Kerrigan, e destacou-se em muitos filmes. Demonstrou sua dedicação e versatilidade no seriado The Trey o' Hearts, em 1914, produzido pela Universal Pictures. As filmagens foram realizadas em Bear Canyon, Devil Canyon, San Diego, Coronado, Point Loma, San Pedro, Tijuana no México, e Dead Man's Island. Ainda em 1914 fez outro seriado, The Master Key, e faria mais um seriado, em 1919, The Great Radium Mystery. Seu último filme foi The Roughneck, em 1924, pela Fox Film, após o qual abandonou a carreira cinematográfica.
Atuou através de várias companhias cinematográficas, entre elas a Kalem Company, Powers Picture Plays, Rex Motion Picture Company, Bison Motion Pictures, Universal Pictures, Nestor Film Company, Victor Film Company, Louis B. Mayer Pictures Corporation, Columbia Pictures, Goldwyn Pictures, Fox Film. Trabalhou ao lado de atores como Wallace Reid, Frank Lloyd, Herbert Rawlinson, Wilfred Lucas e Jack Mulhall, entre outros.
Na direção cinematográfica, o primeiro filme que dirigiu, além de atuar, foi Liquid Dynamite, em 1915, para a Rex Motion Picture Company, e a partir de então dirigiu mais 16 filmes, grande parte deles para a Universal Pictures, o último foi em 1916, Eleanor's Catch. Também produziu 5 filmes e escreveu dois roteiros para o cinema.
Foi proprietária, também, da companhia de teatro "The Cleo Madison Stock Company", com largo repertório de peças.
Madison se tornou uma vítima de seu próprio sucesso; através de uma programação pesada, teve um colapso nervoso em 1922 e ficou fora das telas por mais de um ano. Ela retornou, aparentemente recuperada, em 1924 e fez vários filmes. Então, por razões nunca explicadas, simplesmente deixou o cinema.

## Vida pessoal
Madison era uma entusiasta por carros e direção, e comprou um carro modelo 1915, manufaturado pela Haynes Automobile Company, em dezembro de 1914. Em seu trabalho na Universal Gold Seal Company ela ocasionalmente dirigia um carro.
Em 25 de novembro de 1916, Madison casou com Don Peake, de São Francisco, um gerente de vendas na região oeste da Briscoe Motor Corporation, mas pediu divórcio em 30 de julho de 1917. Antes de seu casamento ela residia com sua irmã, Helen, em um bangalô em Hollywood. Helen ficara deficiente e usava cadeira de rodas, e foi apelidada de Sunshine pela sua brilhante disposição. Madison foi especialmente dedicada a seus cuidados.
Faleceu de ataque cardíaco em 11 de março de 1964 em Burbank, Califórnia, e foi sepultada no Grand View Memorial Park Cemetery, em Glendale.

## Filmografia parcial
- A Business Buccaneer (1912)
- The Heart of a Cracksman (1913)
- The Trap (1913)
- Samson (1914)
- The Trey o' Hearts (seriado, 1914)
- The Master Key (seriado, 1914)
- The Sin of Olga Brandt (1915)
- The Pine's Revenge (1915)

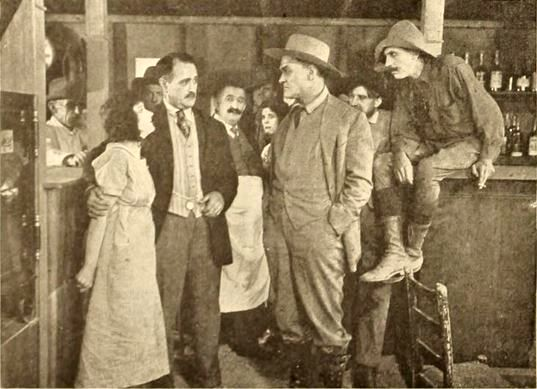
Cena do filme Girl from Nowhere, de 1919, com Cleo Madison e Wilfred Lucas.

- The Fascination of the Fleur de Lis (1915)
- Alas and Alack (1915)
- A Mother's Atonement (1915)
- The Ring of Destiny (1915)
- Eleanor's Catch (atuação e direção, 1916)
- A Soul Enslaved (1916)
- The Chalice of Sorrow (1916)[11]
- Black Orchids (1917)
- The Romance of Tarzan (1918)
- The Great Radium Mystery (seriado, 1919)
- Girl from Nowhere (1919)
- The Price of Redemption (1920)
- Ladies Must Live (1921)
- The Dangerous Age (1923)
- True as Steel (1924)
- The Lullaby (1924)
- The Roughneck (1924)